# Parco archeologico del Monte Asprano
Il parco archeologico del Monte Asprano è un sito archeologico prossimo al centro abitato di Roccasecca.
All'interno del parco sono presenti ruderi del castello dei Conti d'Aquino, la cittadella arroccata di Roccam Siccam ed alcune costruzioni legate alla vita del dottore della chiesa Tommaso d'Aquino.